# Steinbildhauereisen

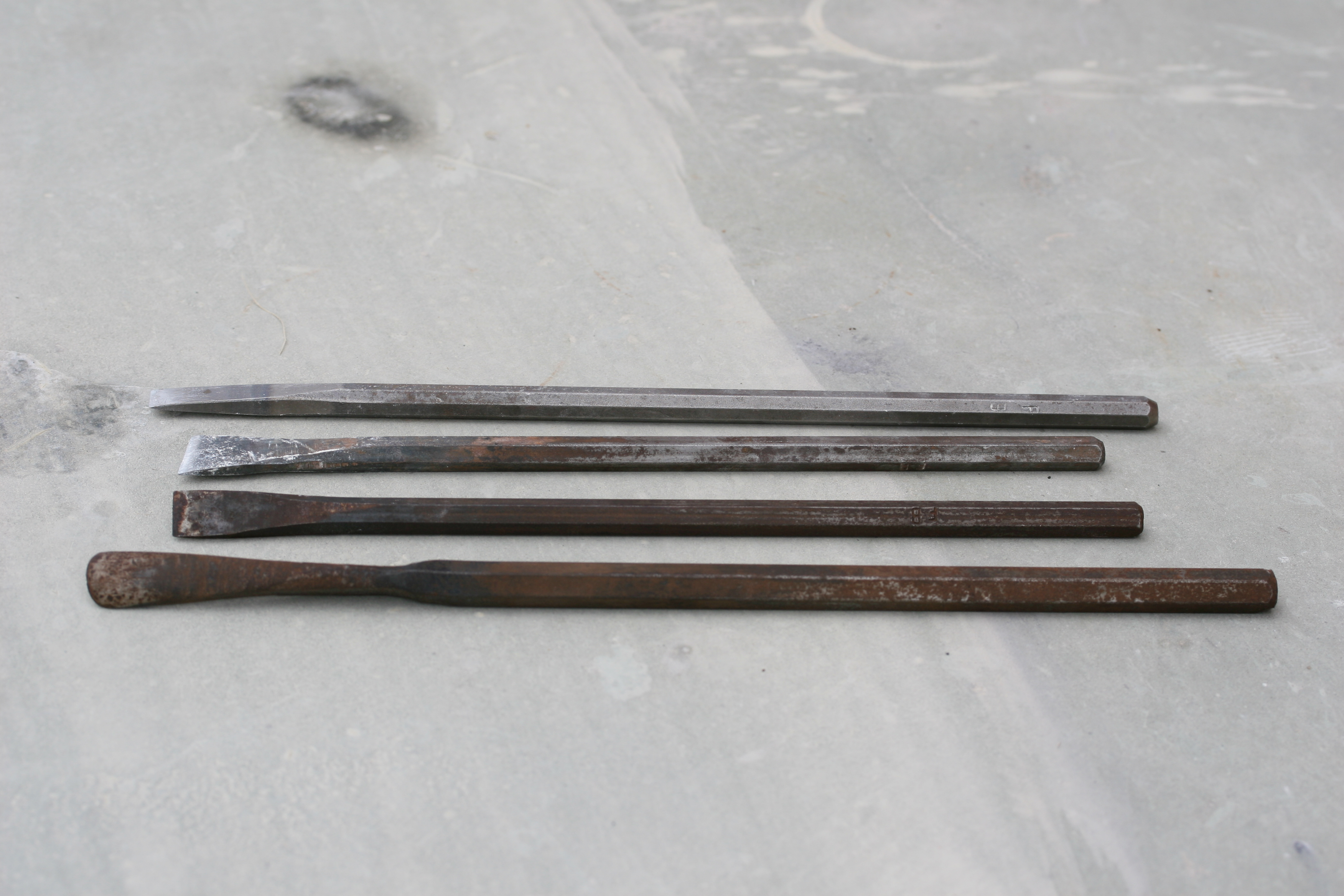
Bildhauereisen

Bildhauereisen werden vom Steinbildhauer je nach Anforderungen angefertigt. Es handelt sich dabei um spezielle Meißel. Diese Eisen helfen Steinbildhauern ihre Aufgaben beim Anfertigen einer Skulptur optimal zu erledigen. Es gibt längliche, schmale oder verkröpfte Eisen. Die Schneiden werden manchmal nach den Anforderungen auch radial oder abgeschrägt angefertigt. Zumeist handelt es sich bei den Bildhauereisen um Werkzeuge für Weichgesteine.

## Ähnliche Werkzeuge
- Schlageisen (Werkzeug)
- Beizeisen
- Meißel

## Berufe
- Steinmetz
- Steinbildhauer

## Weitere Themen
- Steinoberfläche